# Vytautas Basys
Vytautas Basys (* 2. November 1944 in Akmenė) ist ein  litauischer Arzt und Politiker.

## Leben
Sein Vater starb nach der Deportation im Workuta-Lager in Sibirien. Vytautas legte das Abitur an der Abendmittelschule Akmenė ab und arbeitete danach in der Registratur im Stadtkrankenhaus. Von 1961 bis 1967 absolvierte er das Medizinstudium am Medicinos institutas in Kaunas und 1989 wurde er in Medizin promoviert.
Ab 1967 arbeitete er als Arzt in Druskininkai. Ab 1972 lehrte er an der Vilniaus universitetas (VU) und ab 1991 leitete er die Neonatologieklinik der VU. 1990 wurde er zum Professor ernannt. Ab 1996 war er Mitglied der Lietuvos mokslų akademija.
Von 1998 bis 1999 arbeitete er als Vizeminister im Gesundheitsministerium Litauens. Von 2002 bis 2004 leitete er die Institution Valstybinės vaistų kontrolės tarnyba. Ab 2004 war er Generaldirektor des privaten Medizinzentrums „Northway medicinos centrai“. 

## Auszeichnungen
- 1994: Preis Lietuvos mokslo premija
- 2005: Jahresmanager im Gesundheitswesen
- 2005: Orden für Verdienste um Litauen, Karininko kryžius

| Personendaten    | Personendaten                  |
| ---------------- | ------------------------------ |
| NAME             | Basys, Vytautas                |
| KURZBESCHREIBUNG | litauischer Arzt und Politiker |
| GEBURTSDATUM     | 2. November 1944               |
| GEBURTSORT       | Akmenė                         |